# Гудайтис-Гузявичюс, Александр Августович
Александр Августович Гуда́йтис-Гузя́вичюс  (лит. Aleksandras Gudaitis-Guzevičius, 1908—1969) — литовский советский писатель и государственный деятель (нарком внутренних дел и нарком государственной безопасности Литовской ССР). Народный писатель Литовской ССР (1968). Лауреат Сталинской премии третьей степени (1951). 

## Биография
Родился 12 (25) мая 1908 года в Москве в семье рабочего. В 1921 году он окончил среднюю школу и вместе с семьёй переехал в Литву, где до 1925 года учился в гимназии. В 1925—1931 годах работал в комсомольских и профсоюзных организациях и в редакции журнала «Balsas» («Голос»). В октябре 1931 года был арестован за подпольную работу и просидел в тюрьме до февраля 1933 года. В 1938—1939 годах учился в университете и работал в редакции либеральной газеты «Laikas» («Время»). Член ВКП(б) с 1927 года.
В 1938—1939 годах был вольнослушателем Каунасского и Вильнюсского университетов. В октябре 1939 года был арестован и сослан.
В июне 1940 года после вступления РККА в Литву и присоединения Литвы к СССР Гудайтис был назначен вице-министром внутренних дел, затем до 1945 года был наркомом внутренних дел и наркомом государственной безопасности Литовской ССР. Генерал-майор (1945). Член Бюро ЦК ВКП(б) Литвы (1940—1945).
В 1945—1947 годах был председателем Комитета по делам культурно-просветительных учреждений при СМ Литовской ССР. В 1945—1950 годах работал директором ГИХЛ Литовской ССР. Министр культуры Литовской ССР (1953—1955). В 1956 году заочно окончил 3 курса Московского литературного института имени А. М. Горького. Член правления СП СССР с 1955 года. Депутат ВС СССР 1-го (1941—1946) и 4-го (1954—1958) созывов.
Умер 18 апреля 1969 года. Похоронен в Вильнюсе на Антакальнисском кладбище.

## Творчество
Литературной деятельностью занимается с 1928 года. Печатал в нелегальных литовских газетах рассказы о борьбе литовских трудящихся. В Минске под псевдонимом Бролис опубликовал сборник рассказов и очерков «Знаменосец» (1935).
Исторические романы «Правда кузнеца Игнотаса» (1948—1949), «Братья» (1951—1955), «Заговор» (1964—1965) о революционной борьбе литовского народа за Советскую власть в 1918—1926 годах. Сборник рассказов «Тёмная ноченька» (1958). Историческая повесть «Комиссар Октября» (1967) о В. С. Мицкявичюсе-Капсукасе. Пьесы «Берега Немунелиса» (1957), «Невидимое оружие» (1958), «Поединок» (1961).

## Награды и премии
- два ордена Ленина (1954, 1964)[1]
- орден Красного Знамени (1945)
- орден Трудового Красного Знамени
- орден Красной Звезды (1943)
- народный писатель Литовской ССР (1968)
- Сталинская премия третьей степени (1951) — за роман «Правда кузнеца Игнотаса» (1948—1949)[1]